# Iván Alonso López
Iván Alonso López (Valladolid, 15 de setembre de 1974) és un exfutbolista i entrenador castellanolleonès. Ocupava la posició de porter.

## Carrera esportiva
Es va formar a les categories inferiors del Reial Valladolid. A mitjans de la dècada dels 90 puja al primer equip, com a suplent de César Sánchez, però les bones intervencions de l'extremeny li barren el pas i tan sols juga dos partits en primera divisió. Posteriorment, va militar a les files de la Cultural Leonesa.
Després de penjar les botes, s'ha integrat a l'organigrama tècnic del Valladolid.